# جون فريمان (محرر)
جون فريمان (بالإنجليزية: John Freeman)‏ هو كاتب بريطاني، ولد في 18 يناير 1943.

## وصلات خارجية
- الموقع الرسمي